# Na Gruta do Rei da Montanha
Na Gruta do Rei da Montanha (em língua norueguesa I Dovregubbens hall; em alemão In der Halle des Bergkönigs; em inglês In the Hall of the Mountain King) é um fragmento de música incidental, opus 23, composto por Edvard Grieg para a obra de Henrik Ibsen Peer Gynt, que estreou em Oslo no dia 24 de fevereiro de 1876. Esta peça foi finalmente incluída como final da suíte Peer Gynt n.° 1, op. 46.

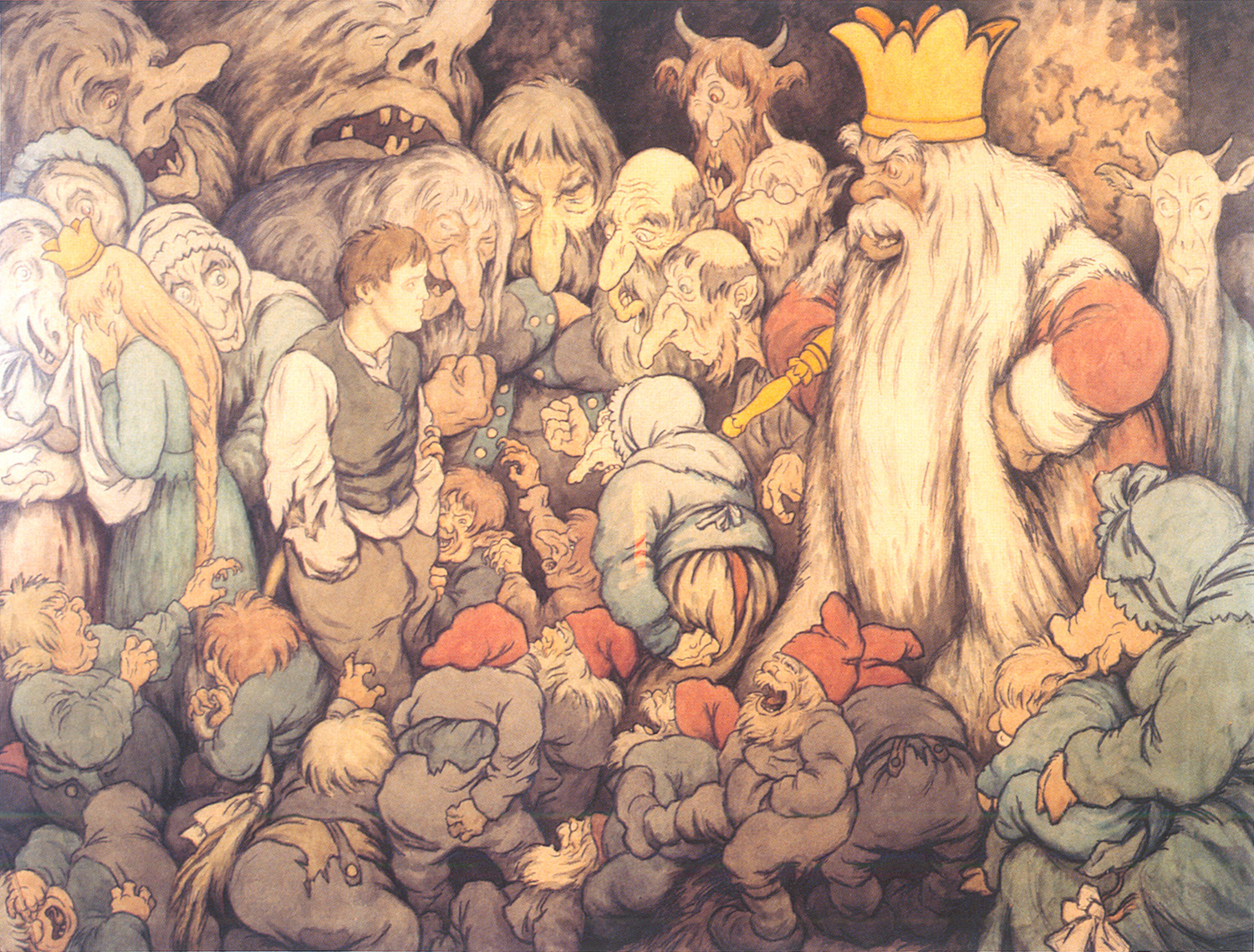
Aquarela do ilustrador Theodor Kittelsen, de 1913, retratando "Peer Gynt na Gruta do Rei da Montanha".

A história de fantasia escrita em verso, Peer Gynt, conta as aventuras do epônimo Peer. Na cena ilustrada pela música Na Gruta do Rei da Montanha, Peer tenta sair às escondidas do castelo do rei da montanha. O fragmento descreve a intenção de Peer de escapar do rei e de seus trolls, após ter insultado sua filha.

## Música
O tema tem um início lento e quieto, sendo tocado primeiro pelos cellos, baixos duplos e fagotes da orquestra. Após o tema ser exposto, se modifica gradualmente com poucas notas ascendentes, transpostas até uma quinta perfeita (para o tom de Fá Sustenido Maior (F#), o tom da dominante, mas com uma sexta menor) e tocado em instrumentos diferentes. Os dois grupos de instrumentos tocam em diferentes oitavas até eventualmente "se colidirem" no mesmo passo. O tempo aumenta gradualmente até o zênite, quando a música se torna frenética e alta.